# Ville d'Albury
La ville d'Albury (en anglais : City of Albury) est une zone d'administration locale située dans l'État de Nouvelle-Galles du Sud en Australie, dont le siège est Albury.

## Géographie
La ville s'étend sur 305 km2 dans la Riverina au sud de la Nouvelle-Galles du Sud et en bordure du comté de Grand Hume au nord. Le Murray la sépare de sa ville jumelle de Wodonga située dans l'État voisin de Victoria, au sud, qui ensemble forment une seule agglomération de plus de 100 000 habitants.
Elle est traversée par les routes Hume et de la Riverina, ainsi que par les lignes de chemin de fer reliant Sydney à Melbourne.

### Localités et quartiers
| - Albury - Albury Est - Albury Nord - Albury Ouest - Albury Sud | - Forrest Hill - Glenroy - Lavington - Splitters Creek | - Springdale Heights - Table Top/Ettamogah - Thurgoona - Vallée Hamilton |

## Histoire
La région habitée alors par le peuple Wiradjeri est parcourue en 1824 par les explorateurs William Hovell et Hamilton Hume. Les premiers colons s'y installent dès 1836 et fondent des villages sur les rives du Murray. Albury est constituée en municipalité en 1859 et devient une ville en 1946.

## Démographie
| 2001   | 2006   | 2011   | 2016   | 2021   |
| ------ | ------ | ------ | ------ | ------ |
| 42 314 | 46 282 | 47 810 | 51 076 | 56 093 |

## Politique et administration

### Administration locale
Le conseil comprend neuf membres élus pour un mandat de quatre ans, qui à leur tour élisent le maire et son adjoint pour deux ans. À la suite des élections du 4 décembre 2021, le conseil est formé de sept indépendants, un travailliste et un vert. Les dernières élections ont eu lieu le 14 septembre 2024.

### Liste des maires
| Période                                  | Période         | Identité        | Étiquette    | Qualité |
| ---------------------------------------- | --------------- | --------------- | ------------ | ------- |
| Les données manquantes sont à compléter. |                 |                 |              |         |
| septembre 2009                           | 2013            | Alice Glachan   | Indépendante |         |
| septembre 2013                           | septembre 2015  | Kevin Mack      | Indépendant  |         |
| septembre 2015                           | septembre 2016  | Henk van de Ven | Indépendant  |         |
| 26 septembre 2016                        | 10 janvier 2022 | Kevin Mack      | Indépendant  |         |
| 10 janvier 2022                          | octobre 2024    | Kylie King      | Indépendante |         |
| 14 octobre 2024                          | en fonction     | Kevin Mack      | Indépendant  |         |

### Circonscriptions électorales
La zone est rattachée à la circonscription de Farrer pour les élections fédérales et à celle d'Albury pour les élections à l'Assemblée législative de Nouvelle-Galles du Sud.